# Шат-Ипа
Шат-Ипа́ (абх. Шат-Иҧа; груз. სოთიშვილი, Сотишвили; мегр. სოთისკუა, Сотискуа) — абхазский княжеский род.

## Этимология фамилии
Фамилия переводится с абхазского как «Сын (его) Шата» (Шат — имя, Ипа — (его) сын).

## История
Является ветвью рода князей Чаабалырхуа. Один из них переехал из Бзыбской Абхазии в село Река в исторической области Самурзакан. Однородцами Шат-Ипа считаются абазинские князья Лоовы, абхазские Ачба, Чхотуа; грузинские Чхеидзе, Эристовы-Рачинские, Мачабели (первого, пресекшегося дома) и Абхази-Анчабадзе.

## Владения
Владели землями в окрестностях села Река.